# العلاقات التشيلية الماليزية
العلاقات التشيلية الماليزية هي العلاقات الثنائية التي تجمع بين تشيلي وماليزيا.

## مقارنة بين البلدين
هذه مقارنة عامة ومرجعية للدولتين:
| وجه المقارنة                                              | تشيلي                         | ماليزيا       |
| --------------------------------------------------------- | ----------------------------- | ------------- |
| المساحة (كم2)                                             | 756.10 ألف                    | 330.29 ألف    |
| عدد السكان (نسمة)                                         | 17.37 مليون                   | 31.62 مليون   |
| الكثافة السكانية (ن./كم²)                                 | 22.97                         | 95.73         |
| العاصمة                                                   | سانتياغو                      | كوالالمبور    |
| اللغة الرسمية                                             | اللغة الإسبانية               | لغة ماليزية   |
| العملة                                                    | بيزو تشيلي، وحدة حساب تشيلية ‏ | رينغيت ماليزي |
| الناتج المحلي الإجمالي (بليون دولار)                      | 277.08 مليار                  | 314.50 مليار  |
| الناتج المحلي الإجمالي (تعادل القوة الشرائية) بليون دولار | 419.39 مليار                  | 817.43 مليار  |
| الناتج المحلي الإجمالي الاسمي للفرد دولار أمريكي          | 13.42 ألف                     | 9.77 ألف      |
| الناتج المحلي الإجمالي للفرد دولار أمريكي                 | 22.07 ألف                     | 25.64 ألف     |
| مؤشر التنمية البشرية                                      | 0.832                         | 0.779         |
| رمز المكالمات الدولي                                      | +56                           | +60           |
| رمز الإنترنت                                              | .cl                           | .my           |
| المنطقة الزمنية                                           | 00، 00، 00، 00                | ت ع م+08:00   |

## مدن متوأمة
في ما يلي قائمة باتفاقيات التوأمة بين مدن تشيلية وماليزية:
- ترتبط فالبارايسو مع ملقا باتفاقية توأمة منذ 1994.

## منظمات دولية مشتركة
يشترك البلدان في عضوية مجموعة من المنظمات الدولية، منها:
| علم المنظمة | اسم المنظمة                                      | تاريخ انضمام تشيلي | تاريخ انضمام ماليزيا |
| ----------- | ------------------------------------------------ | ------------------ | -------------------- |
|             | مؤسسة التنمية الدولية                            | 30 ديسمبر 1960     | 24 سبتمبر 1960       |
|             | يونسكو                                           | 7 يوليو 1953       | 16 يونيو 1958        |
|             | وكالة ضمان الاستثمار متعدد الأطراف               | 12 أبريل 1988      | 6 ديسمبر 1991        |
|             | الأمم المتحدة                                    | 24 أكتوبر 1945     | 17 سبتمبر 1957       |
|             | الفريق المعني برصد الأرض                         | ?                  | ?                    |
|             | الاتحاد البريدي العالمي                          | ?                  | ?                    |
|             | البنك الدولي للإنشاء والتعمير                    | 31 ديسمبر 1945     | 7 مارس 1958          |
|             | المنظمة الهيدروغرافية الدولية                    | ?                  | ?                    |
|             | الاتحاد الدولي للاتصالات                         | 1908               | 3 فبراير 1958        |
|             | منظمة حظر الأسلحة الكيميائية                     | ?                  | ?                    |
|             | مؤسسة التمويل الدولية                            | 15 أبريل 1957      | 20 مارس 1958         |
|             | المركز الدولي لتسوية المنازعات الاستشارية        | 24 أكتوبر 1991     | 14 أكتوبر 1966       |
|             | منظمة التجارة العالمية                           | ?                  | ?                    |
|             | منتدى التعاون الاقتصادي لدول آسيا والمحيط الهادئ | 11 نوفمبر 1994     | 6 نوفمبر 1989        |
|             | منظمة الشرطة الجنائية الدولية                    | ?                  | ?                    |

## وصلات خارجية
- موقع وزارة الخارجية التشيلية
- موقع وزارة الخارجية الماليزية